# Handball-Panamerikameisterschaft der Männer 1998
Die Handball-Panamerikameisterschaft der Männer 1998 war die achte Austragung der Handball-Panamerikameisterschaft der Männer für Nationalmannschaften Nord-, Zentral- und Südamerikas sowie der Karibik. Organisiert wurde das Turnier von der Pan-American Team Handball Federation. Es wurde vom 22. bis 29. September 1998 im Sala Polivalente Ramón Fonst in Havanna ausgetragen. Die Mannschaft aus Puerto Rico zog vor Turnierbeginn vom Start zurück, nachdem das Land vom Hurrikan Georges getroffen worden war. Der alte und neue Panamerikameister aus Kuba sowie die nächstplatzierten Argentinier und Brasilianer qualifizierten sich für die Weltmeisterschaft 1999.

## Turnierverlauf

### Gruppe A
Legende
| Pl. | Land      | Sp. | S | U | N | Tore     | Diff. | Punkte |
| --- | --------- | --- | - | - | - | -------- | ----- | ------ |
| 1.  | Kuba      | 4   | 4 | 0 | 0 | 0171:620 | +109  | 8      |
| 2.  | Brasilien | 4   | 3 | 0 | 1 | 0133:850 | +48   | 6      |
| 3.  | Kanada    | 4   | 2 | 0 | 2 | 088:1120 | −24   | 4      |
| 4.  | Kolumbien | 4   | 1 | 0 | 3 | 086:1430 | −57   | 2      |
| 5.  | Uruguay   | 4   | 0 | 0 | 4 | 077:1530 | −76   | 0      |

Anmk.: Bei Punktgleichheit entschied der direkte Vergleich, dann das Torverhältnis.
| 22. September 1998 14.00 Uhr | Brasilien | 34:15 | Kanada | Sala Polivalente Ramón Fonst, Havanna |
| 22. September 1998 14.00 Uhr | (11:9)    |       |        | Sala Polivalente Ramón Fonst, Havanna |
| 22. September 1998 14.00 Uhr |           |       |        | Sala Polivalente Ramón Fonst, Havanna |

| 22. September 1998 20.30 Uhr | Kuba   | 54:13 | Uruguay | Sala Polivalente Ramón Fonst, Havanna |
| 22. September 1998 20.30 Uhr | (23:6) |       |         | Sala Polivalente Ramón Fonst, Havanna |
| 22. September 1998 20.30 Uhr |        |       |         | Sala Polivalente Ramón Fonst, Havanna |

| 23. September 1998 18.00 Uhr | Kanada | 28:13 | Kolumbien | Sala Polivalente Ramón Fonst, Havanna |
| 23. September 1998 18.00 Uhr | (7:7)  |       |           | Sala Polivalente Ramón Fonst, Havanna |
| 23. September 1998 18.00 Uhr |        |       |           | Sala Polivalente Ramón Fonst, Havanna |

| 23. September 1998 20.30 Uhr | Kuba   | 30:22 | Brasilien | Sala Polivalente Ramón Fonst, Havanna |
| 23. September 1998 20.30 Uhr | (14:7) |       |           | Sala Polivalente Ramón Fonst, Havanna |
| 23. September 1998 20.30 Uhr |        |       |           | Sala Polivalente Ramón Fonst, Havanna |

| 24. September 1998 18.00 Uhr | Brasilien | 32:16 | Uruguay | Sala Polivalente Ramón Fonst, Havanna |
| 24. September 1998 18.00 Uhr | (20:8)    |       |         | Sala Polivalente Ramón Fonst, Havanna |
| 24. September 1998 18.00 Uhr |           |       |         | Sala Polivalente Ramón Fonst, Havanna |

| 24. September 1998 20.30 Uhr | Kuba   | 45:16 | Kolumbien | Sala Polivalente Ramón Fonst, Havanna |
| 24. September 1998 20.30 Uhr | (23:7) |       |           | Sala Polivalente Ramón Fonst, Havanna |
| 24. September 1998 20.30 Uhr |        |       |           | Sala Polivalente Ramón Fonst, Havanna |

| 25. September 1998 16.00 Uhr | Brasilien | 45:24 | Kolumbien | Sala Polivalente Ramón Fonst, Havanna |
| 25. September 1998 16.00 Uhr |           |       |           | Sala Polivalente Ramón Fonst, Havanna |
| 25. September 1998 16.00 Uhr |           |       |           | Sala Polivalente Ramón Fonst, Havanna |

| 25. September 1998 18.00 Uhr | Kanada  | 34:23 | Uruguay | Sala Polivalente Ramón Fonst, Havanna |
| 25. September 1998 18.00 Uhr | (18:13) |       |         | Sala Polivalente Ramón Fonst, Havanna |
| 25. September 1998 18.00 Uhr |         |       |         | Sala Polivalente Ramón Fonst, Havanna |

| 26. September 1998 14.00 Uhr | Kolumbien | 33:25 | Uruguay | Sala Polivalente Ramón Fonst, Havanna |
| 26. September 1998 14.00 Uhr |           |       |         | Sala Polivalente Ramón Fonst, Havanna |
| 26. September 1998 14.00 Uhr |           |       |         | Sala Polivalente Ramón Fonst, Havanna |

| 26. September 1998 20.30 Uhr | Kuba   | 42:11 | Kanada | Sala Polivalente Ramón Fonst, Havanna |
| 26. September 1998 20.30 Uhr | (24:4) |       |        | Sala Polivalente Ramón Fonst, Havanna |
| 26. September 1998 20.30 Uhr |        |       |        | Sala Polivalente Ramón Fonst, Havanna |

### Gruppe B
Legende
| Pl. | Land               | Sp. | S | U | N | Tore    | Diff. | Punkte |
| --- | ------------------ | --- | - | - | - | ------- | ----- | ------ |
| 1.  | Argentinien        | 3   | 3 | 0 | 0 | 084:470 | +37   | 6      |
| 2.  | Vereinigte Staaten | 3   | 2 | 0 | 1 | 069:570 | +12   | 4      |
| 3.  | Grönland           | 3   | 1 | 0 | 2 | 054:730 | −19   | 2      |
| 4.  | Mexiko             | 3   | 0 | 0 | 3 | 063:930 | −30   | 0      |

Anmk.: Bei Punktgleichheit entschied der direkte Vergleich, dann das Torverhältnis.
| 22. September 1998 18.00 Uhr | Vereinigte Staaten | 28:19 | Mexiko | Sala Polivalente Ramón Fonst, Havanna |
| 22. September 1998 18.00 Uhr | (11:9)             |       |        | Sala Polivalente Ramón Fonst, Havanna |
| 22. September 1998 18.00 Uhr |                    |       |        | Sala Polivalente Ramón Fonst, Havanna |

| 23. September 1998 14.00 Uhr | Argentinien | 24:17 | Vereinigte Staaten | Sala Polivalente Ramón Fonst, Havanna |
| 23. September 1998 14.00 Uhr | (13:8)      |       |                    | Sala Polivalente Ramón Fonst, Havanna |
| 23. September 1998 14.00 Uhr |             |       |                    | Sala Polivalente Ramón Fonst, Havanna |

| 23. September 1998 16.00 Uhr | Grönland | 29:25 | Mexiko | Sala Polivalente Ramón Fonst, Havanna |
| 23. September 1998 16.00 Uhr | (13:10)  |       |        | Sala Polivalente Ramón Fonst, Havanna |
| 23. September 1998 16.00 Uhr |          |       |        | Sala Polivalente Ramón Fonst, Havanna |

| 24. September 1998 16.00 Uhr | Argentinien | 24:11 | Grönland | Sala Polivalente Ramón Fonst, Havanna |
| 24. September 1998 16.00 Uhr | (13:5)      |       |          | Sala Polivalente Ramón Fonst, Havanna |
| 24. September 1998 16.00 Uhr |             |       |          | Sala Polivalente Ramón Fonst, Havanna |

| 25. September 1998 20.30 Uhr | Vereinigte Staaten | 24:14 | Grönland | Sala Polivalente Ramón Fonst, Havanna |
| 25. September 1998 20.30 Uhr |                    |       |          | Sala Polivalente Ramón Fonst, Havanna |
| 25. September 1998 20.30 Uhr |                    |       |          | Sala Polivalente Ramón Fonst, Havanna |

| 26. September 1998 18.00 Uhr | Argentinien | 23:16 | Mexiko | Sala Polivalente Ramón Fonst, Havanna |
| 26. September 1998 18.00 Uhr | (9:7)       |       |        | Sala Polivalente Ramón Fonst, Havanna |
| 26. September 1998 18.00 Uhr |             |       |        | Sala Polivalente Ramón Fonst, Havanna |

### Viertelfinale
| 27. September 1998 15.00 Uhr | Brasilien | 40:21 | Grönland | Sala Polivalente Ramón Fonst, Havanna |
| 27. September 1998 15.00 Uhr |           |       |          | Sala Polivalente Ramón Fonst, Havanna |
| 27. September 1998 15.00 Uhr |           |       |          | Sala Polivalente Ramón Fonst, Havanna |

| 27. September 1998 17.00 Uhr | Vereinigte Staaten | 21:20 | Kanada | Sala Polivalente Ramón Fonst, Havanna |
| 27. September 1998 17.00 Uhr | (8:12)             |       |        | Sala Polivalente Ramón Fonst, Havanna |
| 27. September 1998 17.00 Uhr |                    |       |        | Sala Polivalente Ramón Fonst, Havanna |

| 27. September 1998 19.00 Uhr | Argentinien | 32:12 | Kolumbien | Sala Polivalente Ramón Fonst, Havanna |
| 27. September 1998 19.00 Uhr |             |       |           | Sala Polivalente Ramón Fonst, Havanna |
| 27. September 1998 19.00 Uhr |             |       |           | Sala Polivalente Ramón Fonst, Havanna |

| 27. September 1998 21.00 Uhr | Kuba | 44:13 | Mexiko | Sala Polivalente Ramón Fonst, Havanna |
| 27. September 1998 21.00 Uhr |      |       |        | Sala Polivalente Ramón Fonst, Havanna |
| 27. September 1998 21.00 Uhr |      |       |        | Sala Polivalente Ramón Fonst, Havanna |

### Platzierungsrunde
| 28. September 1998 14.00 Uhr | Grönland | 31:22 | Kolumbien | Sala Polivalente Ramón Fonst, Havanna |
| 28. September 1998 14.00 Uhr |          |       |           | Sala Polivalente Ramón Fonst, Havanna |
| 28. September 1998 14.00 Uhr |          |       |           | Sala Polivalente Ramón Fonst, Havanna |

| 28. September 1998 16.00 Uhr | Kanada  | 32:23 | Mexiko | Sala Polivalente Ramón Fonst, Havanna |
| 28. September 1998 16.00 Uhr | (12:12) |       |        | Sala Polivalente Ramón Fonst, Havanna |
| 28. September 1998 16.00 Uhr |         |       |        | Sala Polivalente Ramón Fonst, Havanna |

### Halbfinale
| 28. September 1998 18.00 Uhr | Argentinien | 20:15 | Brasilien | Sala Polivalente Ramón Fonst, Havanna |
| 28. September 1998 18.00 Uhr |             |       |           | Sala Polivalente Ramón Fonst, Havanna |
| 28. September 1998 18.00 Uhr |             |       |           | Sala Polivalente Ramón Fonst, Havanna |

| 28. September 1998 20.30 Uhr | Kuba | 27:18 | Vereinigte Staaten | Sala Polivalente Ramón Fonst, Havanna |
| 28. September 1998 20.30 Uhr |      |       |                    | Sala Polivalente Ramón Fonst, Havanna |
| 28. September 1998 20.30 Uhr |      |       |                    | Sala Polivalente Ramón Fonst, Havanna |

### Spiel um Platz 7
| 29. September 1998 14.00 Uhr | Mexiko | 28:23 | Kolumbien | Sala Polivalente Ramón Fonst, Havanna |
| 29. September 1998 14.00 Uhr |        |       |           | Sala Polivalente Ramón Fonst, Havanna |
| 29. September 1998 14.00 Uhr |        |       |           | Sala Polivalente Ramón Fonst, Havanna |

### Spiel um Platz 5
| 29. September 1998 16.00 Uhr | Grönland | 21:20 | Kanada | Sala Polivalente Ramón Fonst, Havanna |
| 29. September 1998 16.00 Uhr | (11:11)  |       |        | Sala Polivalente Ramón Fonst, Havanna |
| 29. September 1998 16.00 Uhr |          |       |        | Sala Polivalente Ramón Fonst, Havanna |

### Spiel um Platz 3
| 29. September 1998 18.00 Uhr | Brasilien | 27:22 | Vereinigte Staaten | Sala Polivalente Ramón Fonst, Havanna |
| 29. September 1998 18.00 Uhr | (14:12)   |       |                    | Sala Polivalente Ramón Fonst, Havanna |
| 29. September 1998 18.00 Uhr |           |       |                    | Sala Polivalente Ramón Fonst, Havanna |

### Finale
| 29. September 1998 20.30 Uhr | Kuba    | 31:26 | Argentinien | Sala Polivalente Ramón Fonst, Havanna |
| 29. September 1998 20.30 Uhr | (13:12) |       |             | Sala Polivalente Ramón Fonst, Havanna |
| 29. September 1998 20.30 Uhr |         |       |             | Sala Polivalente Ramón Fonst, Havanna |

## Platzierungen
Legende
| Rang | Mannschaft |
| ---- | --- |
|      | Kuba Kader: Alberto Chambert Montalvo, Leonel Palmer, Julio Fis, Yunier Noris, Luis Alexis Silveira Corbo, Rolando Uríos, Ivo Díaz, Diego Wong, Luis Enrique Yant Sanchez, Freddy Suárez, Odael Marcos, Misael Iglesias, Felix Romero Conill, Carlos Pérez, Vladimir Rivero Hernández, Juan González. Trainer: unbekannt. |
|      | Argentinien |
|      | Brasilien |
| 4    | Vereinigte Staaten |
| 5    | Grönland |
| 6    | Kanada |
| 7    | Mexiko |
| 8    | Kolumbien |
| 9    | Uruguay |